# Cemitério judaico de Aalborg

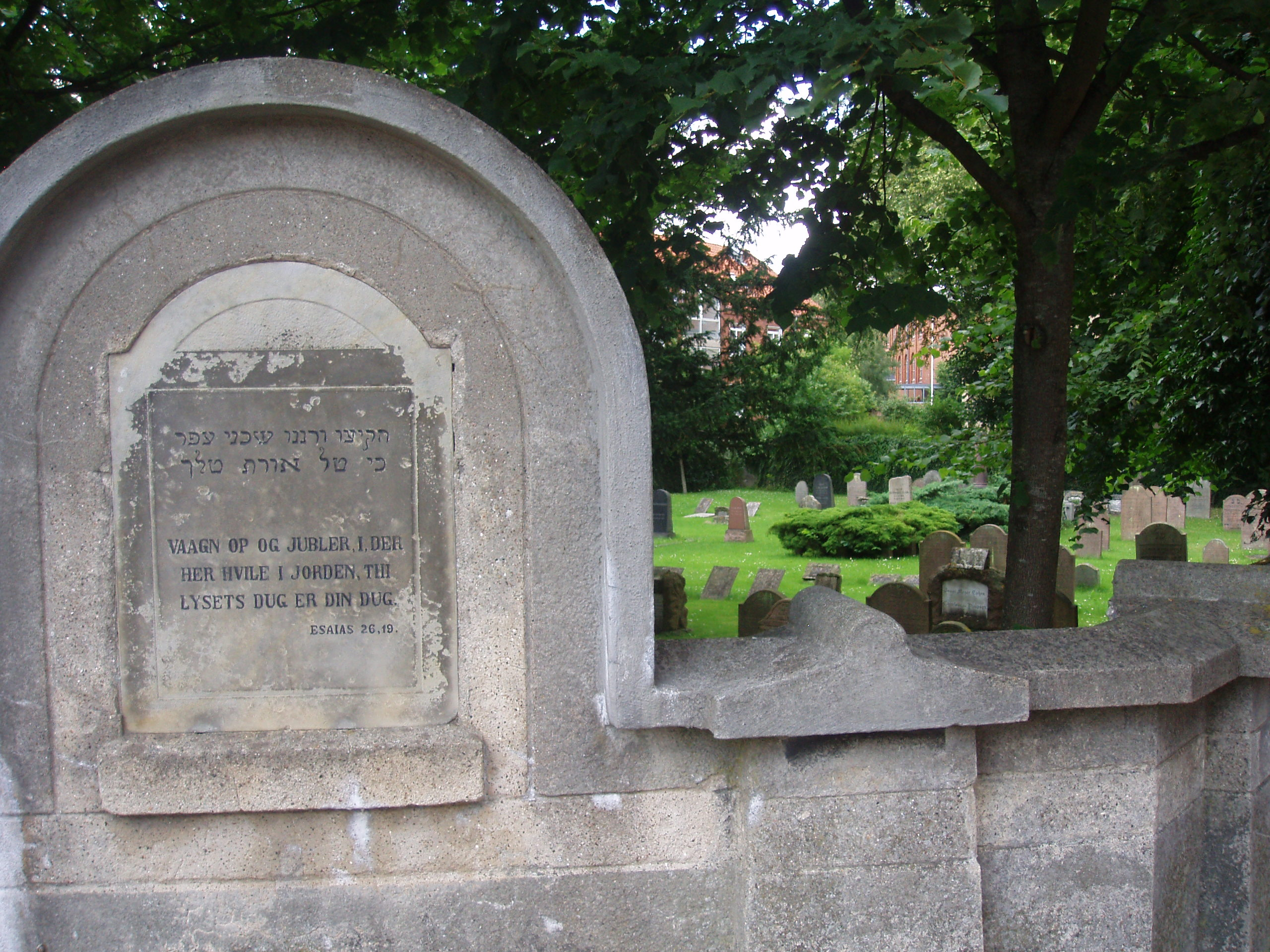
O cemitério judaico de Aalborg

O cemitério judaico de Aalborg é um cemitério judaico (em dinamarquês:  Jødisk Kirkegård) em Aalborg, capital da Região da Jutlândia do Norte, Dinamarca.
O cemitério está localizado entre a Sankt Jørgens Gade e a Hasserisgade. Há 149 sepulturas, com o nome de 150 pessoas, que faleceram entre 1810 e 1950.